# Tenis en silla de ruedas en los Juegos Paralímpicos de París 2024
El Tenis en silla de ruedas en los Juegos Paralímpicos de París 2024 se llevó a cabo del 30 de agosto al 7 de septiembre en el Roland Garros Stadium en París, Francia y contó con la participación de 96 atletas en masculino y femenino.

## Resultados
| Evento                 | Oro                                      | Plata                                          | Bronce                                            |
| ---------------------- | ---------------------------------------- | ---------------------------------------------- | ------------------------------------------------- |
| Individuales masculino | Tokito Oda                               | Alfie Hewett                                   | Gustavo Fernández                                 |
| Dobles Masculino       | Reino Unido Alfie Hewett Gordon Reid     | Japón Tokito Oda Takuya Miki                   | España · Martín de la Puente · Daniel Caverzaschi |
| Individuales Femenino  | Yui Kamiji                               | Diede de Groot                                 | Aniek van Koot                                    |
| Dobles Femenino        | Japón Yui Kamiji Manami Tanaka           | Países Bajos · Diede de Groot · Aniek van Koot | China Guo Luoyao Wang Ziying                      |
| Individuales Quad      | Niels Vink                               | Sam Schröder                                   | Guy Sasson                                        |
| Dobles Quad            | Países Bajos · Sam Schröder · Niels Vink | Reino Unido Andy Lapthorne Gregory Slade       | Sudáfrica Donald Ramphadi Lucas Sithole           |

## Medallero
| Núm. | País                          | Oro | Plata | Bronce | Total |
| ---- | ----------------------------- | --- | ----- | ------ | ----- |
| 1    | Japón (JPN)                   | 3   | 1     | 0      | 4     |
| 2    | Países Bajos (NED)            | 2   | 3     | 1      | 6     |
| 3    | Reino Unido (GBR)             | 1   | 2     | 0      | 4     |
| 4    | Argentina (ARG)               | 0   | 0     | 1      | 1     |
| 4    | República Popular China (CHN) | 0   | 0     | 1      | 1     |
| 4    | España (ESP)                  | 0   | 0     | 1      | 1     |
| 4    | Israel (ISR)                  | 0   | 0     | 1      | 1     |
| 4    | Sudáfrica (RSA)               | 0   | 0     | 1      | 1     |